# Molini di Triora
Molini di Triora es una localidad y comune italiana de la provincia de Imperia, región de Liguria, con 690 habitantes.

## Evolución demográfica
| Gráfica de evolución demográfica de Molini di Triora entre 1861 y 2001 |
|                                                                        |
| Fuente ISTAT - elaboración gráfica de Wikipedia                        |